# 拉奥罗塔瓦
拉奥罗塔瓦（西班牙語：La Orotava），是西班牙加那利群岛圣克鲁斯-德特内里费省的一个市镇。总面积207.31平方公里，总人口41833人（2018年），人口密度200人/平方公里。
泰德國家公園位于该市镇，2007年被联合国教科文组织宣布为世界遗产。拉奥罗塔瓦也是西班牙最高的市镇，最高点泰德峰海拔3718米。

## 人口
| 拉奥罗塔瓦             |
|                        |
| 来源：加那利群岛统计局 |

## 图集

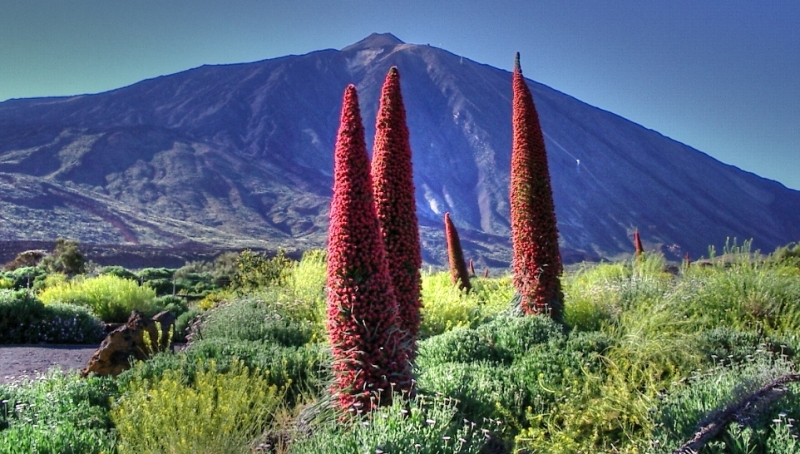
泰德峰
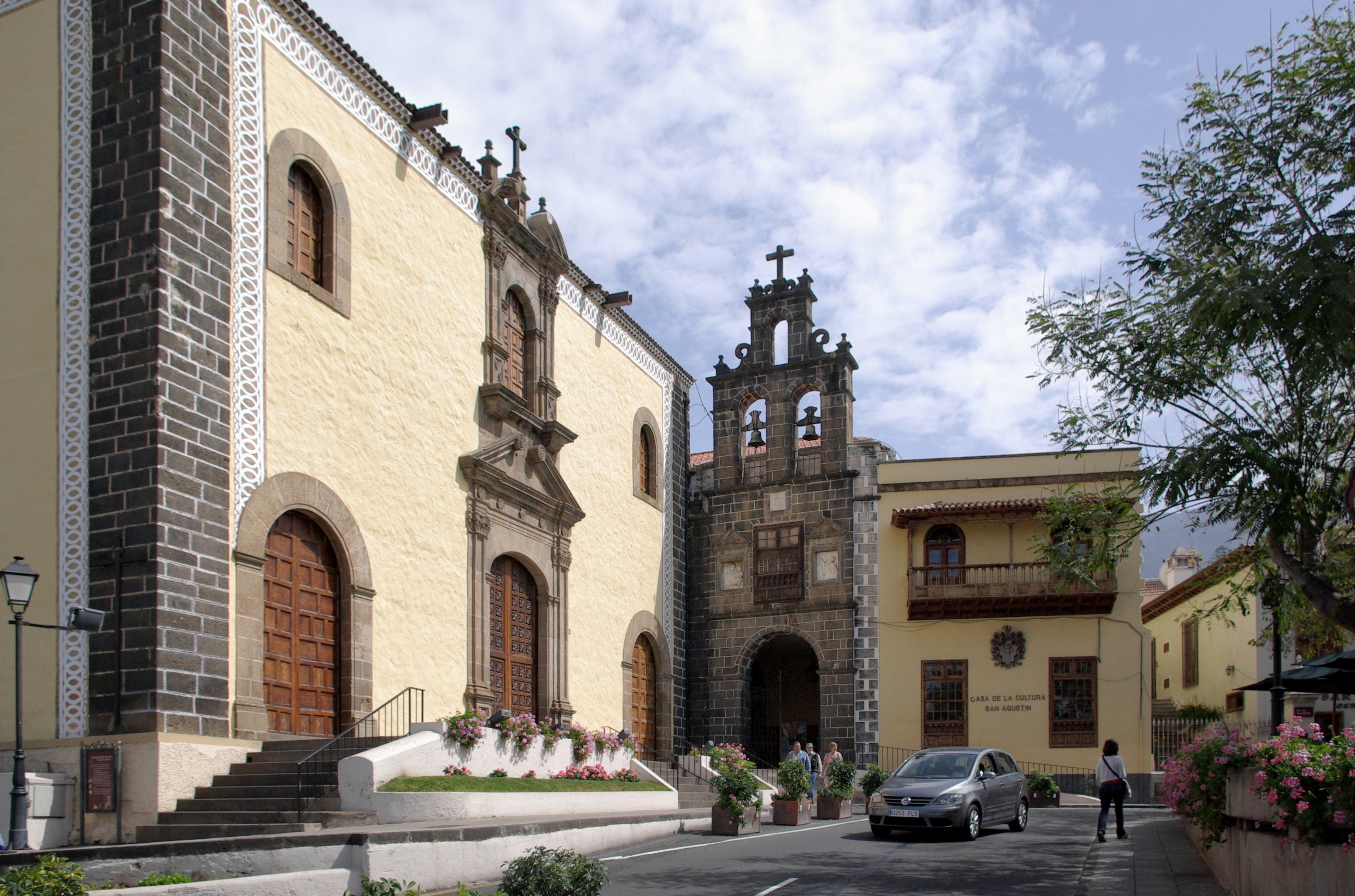
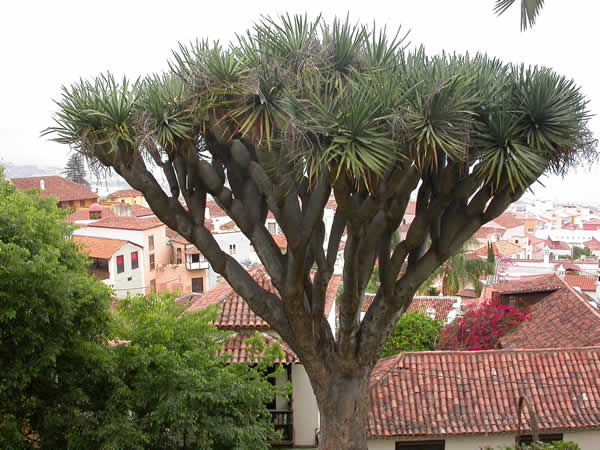
龙血树
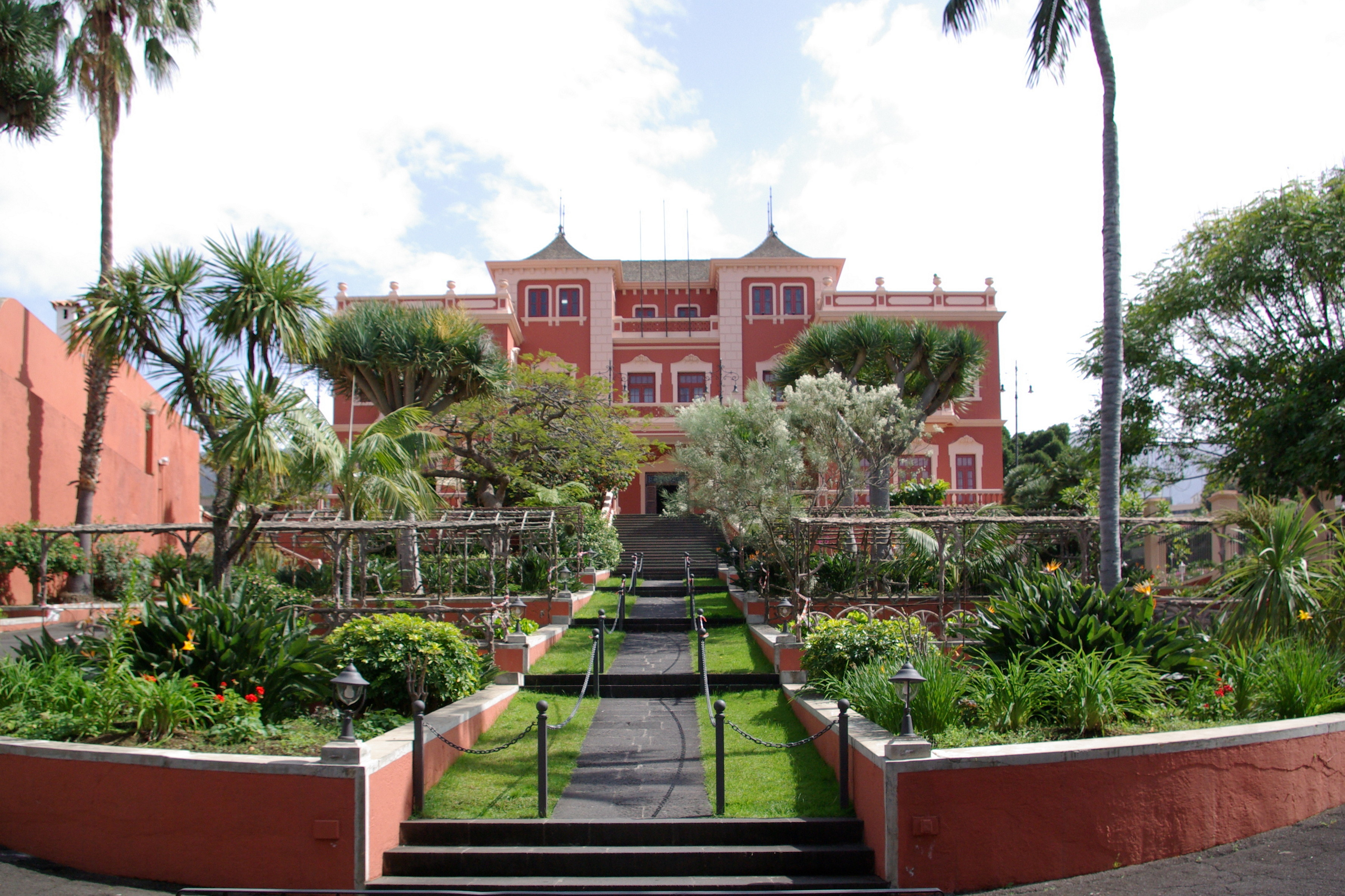
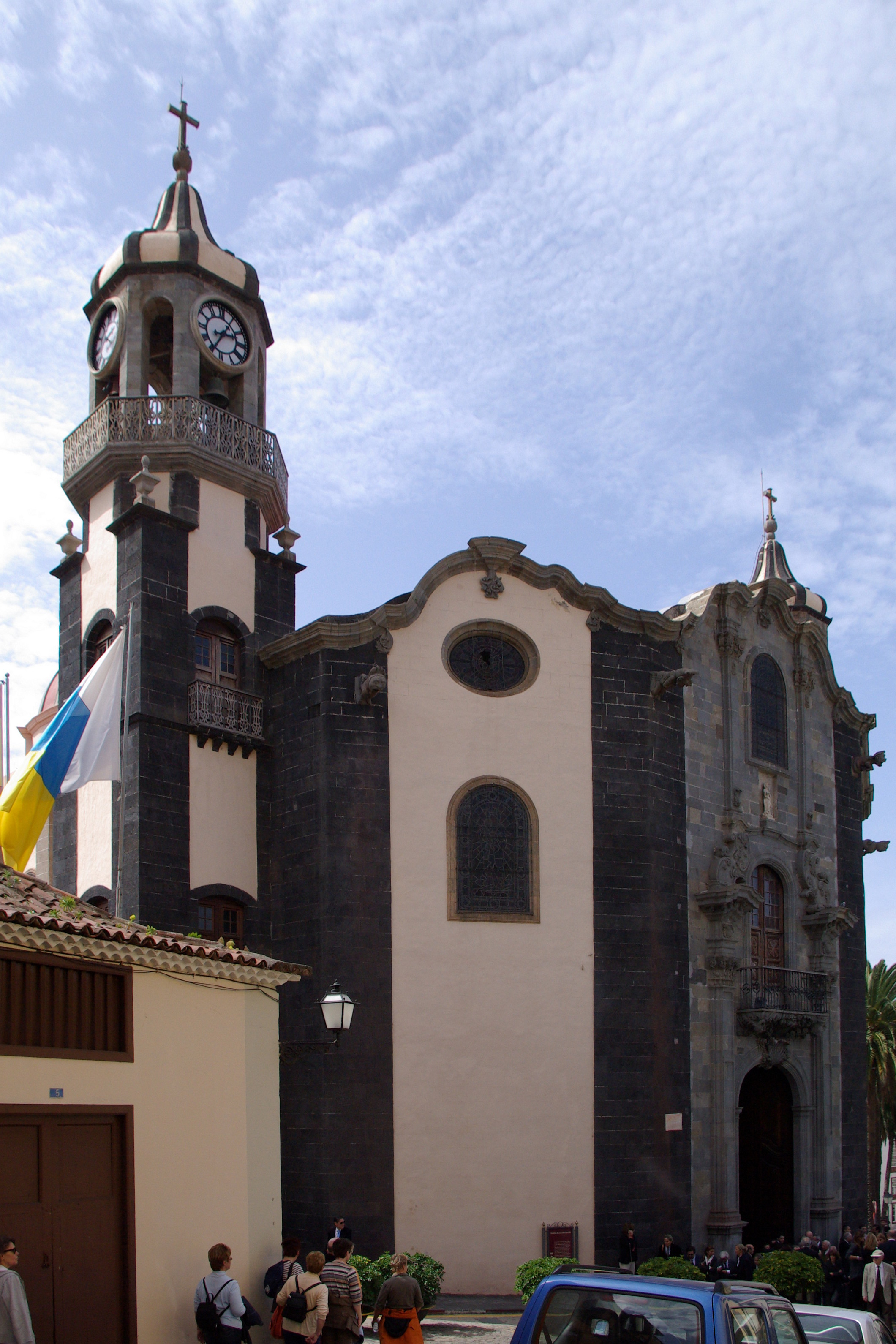
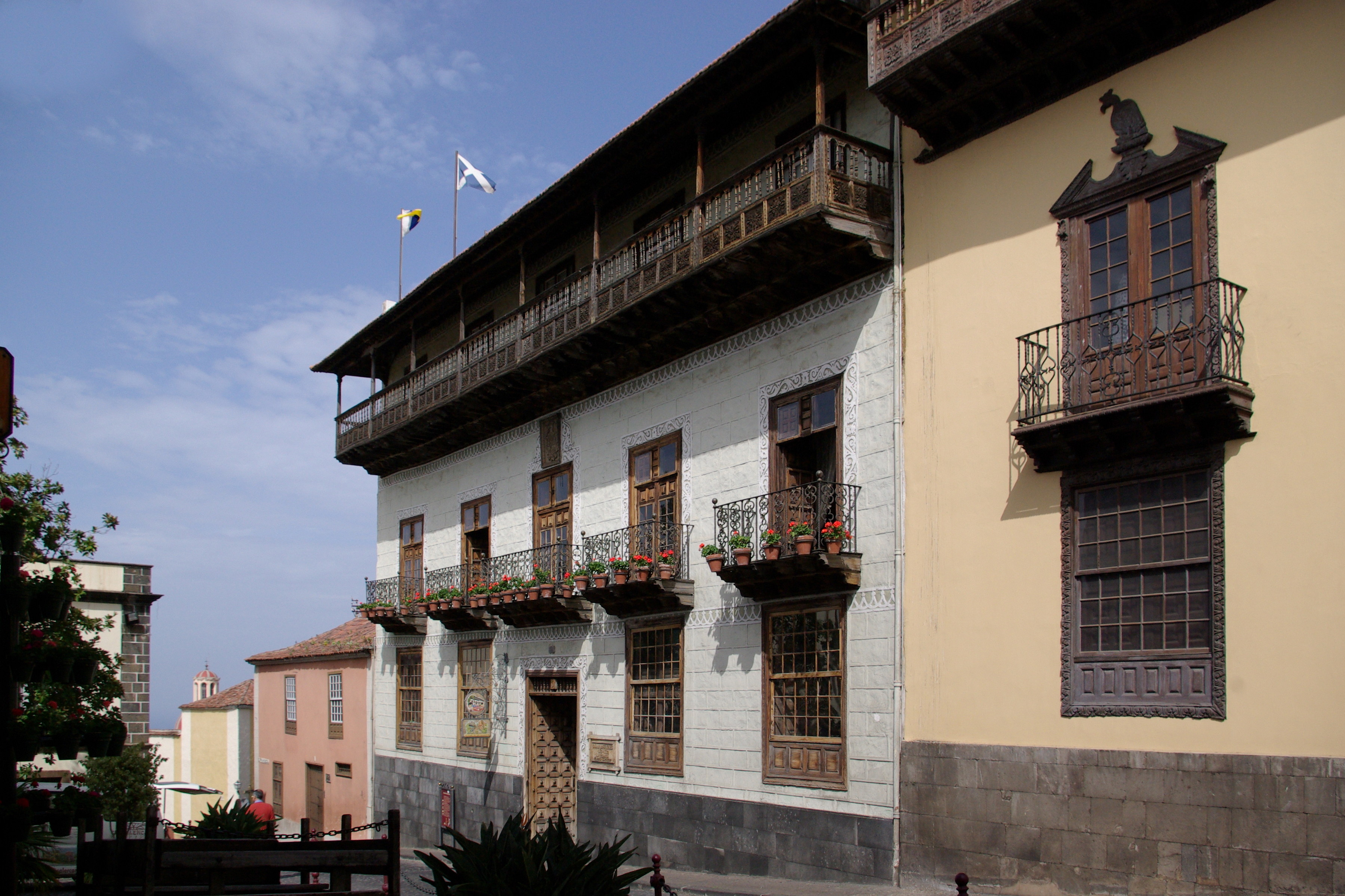
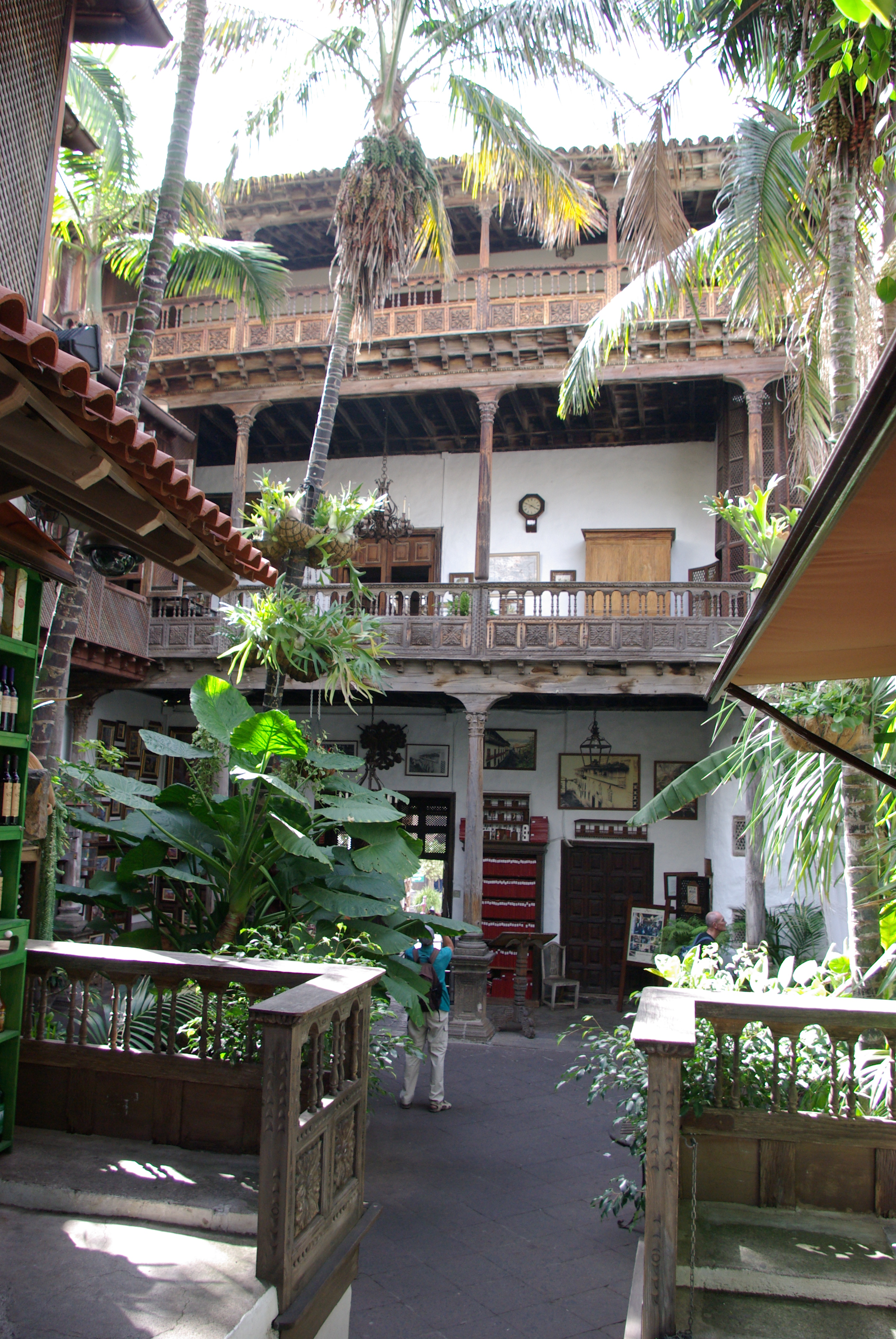
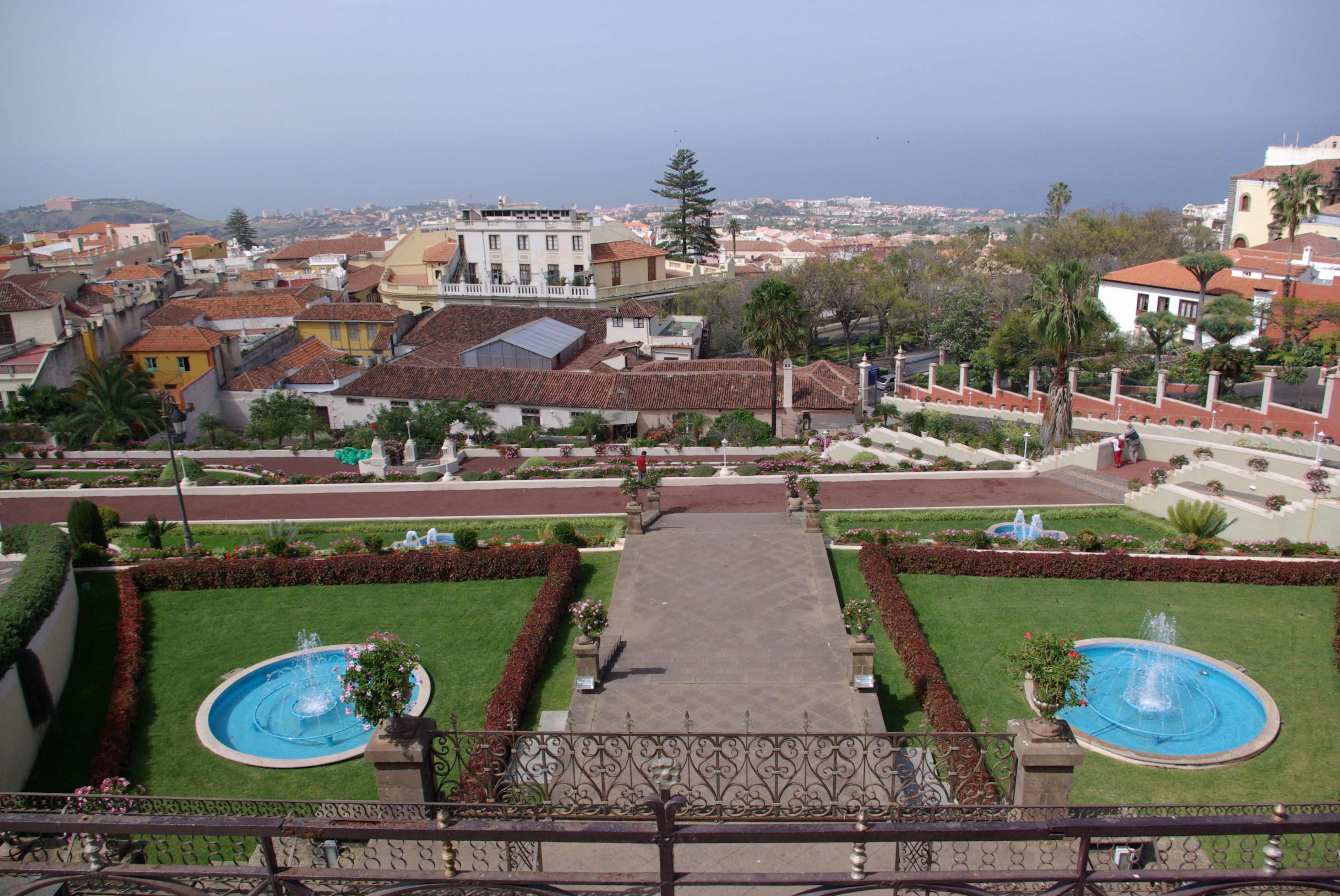
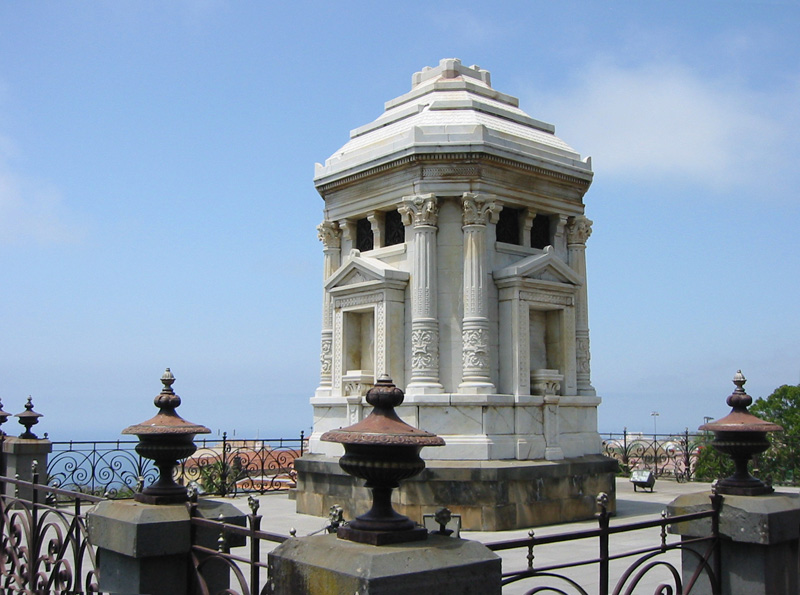
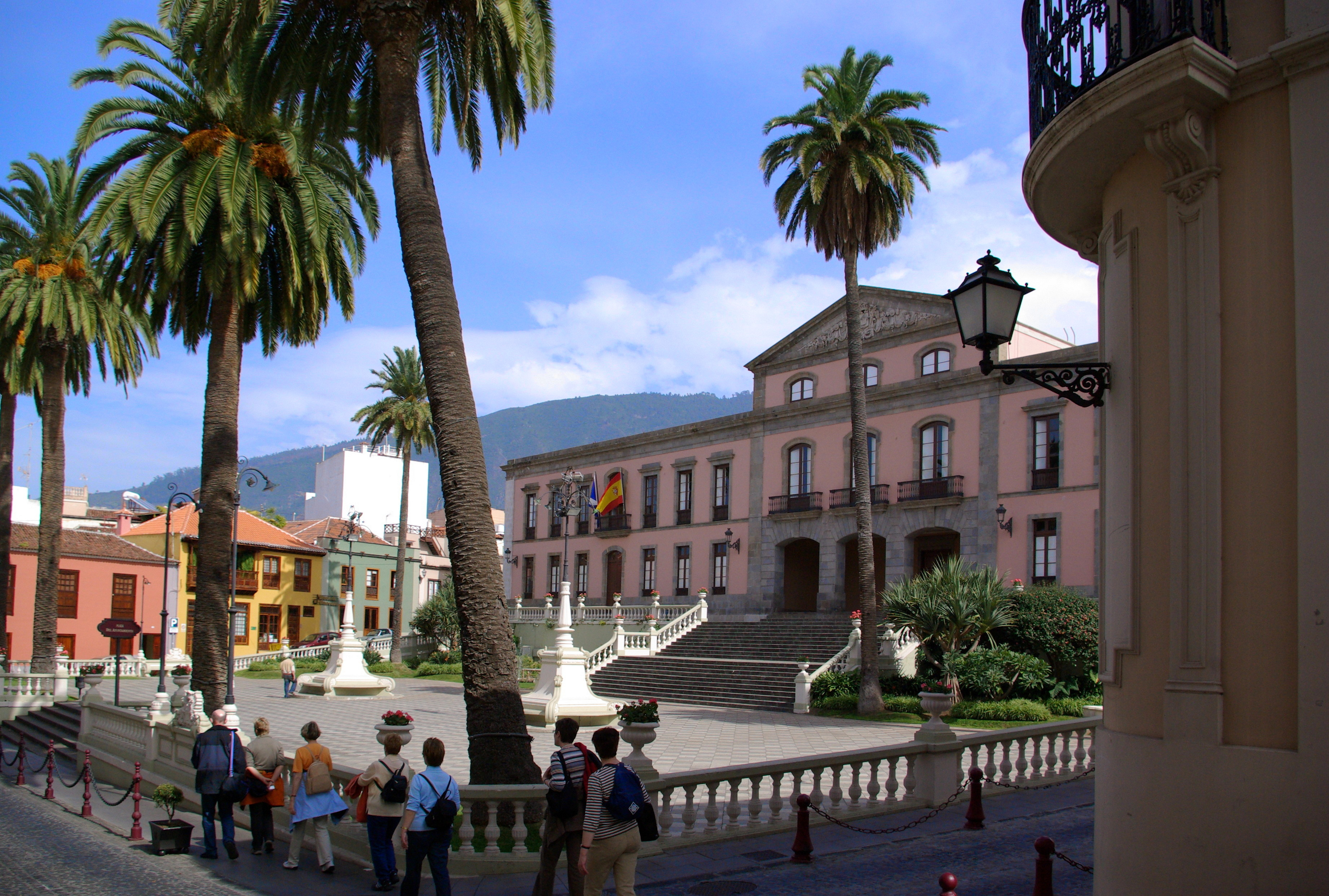
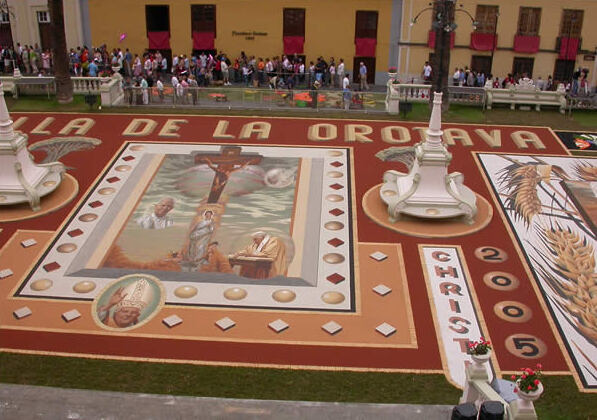
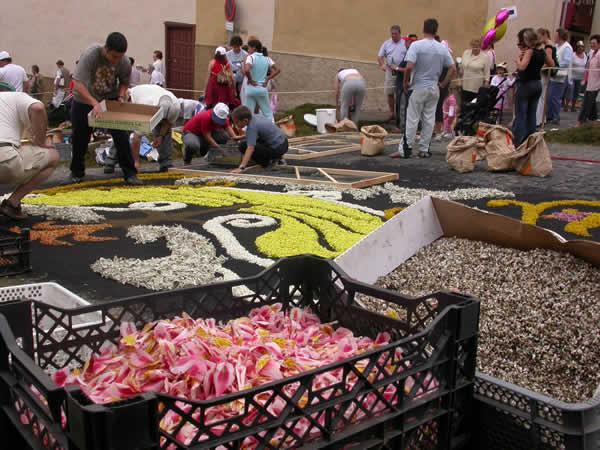
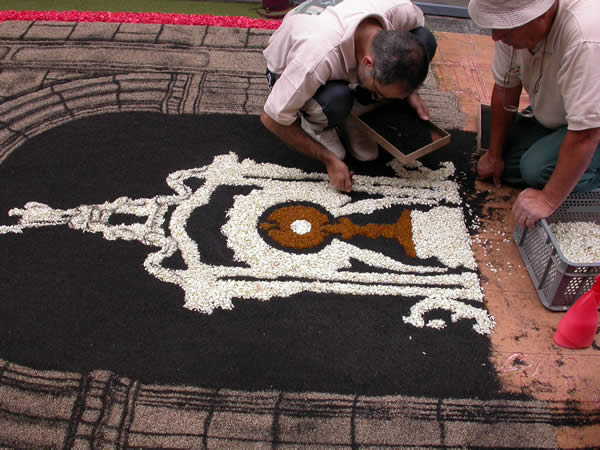

## 著名人物
- 费尔南多·埃斯特韦斯（1788年－1854年）：雕塑家。[5]